# Deferoxamine
Deferoxamine (DFOA), được bán dưới tên thương mại là Desferal, là một loại thuốc sẽ gắn với sắt và nhôm trong cơ thể. Chúng được đặc biệt sử dụng trong trường hợp sử dụng quá liều sắt, hemochromatosis (thừa sắt) có thể do truyền máu nhiều hoặc do những đặc tính di truyền cơ bản. Chúng cũng dùng để trung hòa độc tính nhôm ở những người chạy thận nhân tạo. Chúng có thể được đưa vào cơ thể bằng cách tiêm vào cơ, tĩnh mạch, hoặc dưới da.
Các tác dụng phụ thường gặp bao gồm đau tại chỗ tiêm, tiêu chảy, nôn mửa, sốt, mất thính lực và các vấn đề về mắt. Các phản ứng dị ứng nghiêm trọng bao gồm sốc phản vệ và huyết áp thấp có thể xảy ra. Vẫn chưa rõ ràng rằng liệu sử dụng trong giai đoạn mang thai hoặc cho con bú là an toàn cho em bé. Deferoxamine là một chất mang sắt ở vi khuẩn Streptomyces pilosus.
Deferoxamine đã được chấp thuận cho sử dụng y tế tại Hoa Kỳ vào năm 1968. Nó nằm trong danh sách các thuốc thiết yếu của Tổ chức Y tế Thế giới, tức là nhóm các loại thuốc hiệu quả và an toàn nhất cần thiết trong một hệ thống y tế. Chi phí bán buôn ở các nước đang phát triển là khoảng 6,76 đến 13,52 USD mỗi liều. Tại Hoa Kỳ, một đợt điều trị có giá hơn 200 USD.